# Lê Ngọc Tú
Lê Ngọc Tú (sinh ngày 9 tháng 10 năm 1990) là cầu thủ bóng rổ chuyên nghiệp hiện đang chơi cho Saigon Heat.

## Thống kê sự nghiệp

### VBA[1]
| Năm       | Đội            | GP | GS | MPG  | FG%  | 3P%  | FT%  | RPG | APG | SPG | BPG | PPG  |
| --------- | -------------- | -- | -- | ---- | ---- | ---- | ---- | --- | --- | --- | --- | ---- |
| 2016      | Hochiminh City | 21 | 16 | 25.2 | .440 | .310 | .520 | 3.7 | 2.3 | 1.2 | .3  | 11.6 |
| 2017      | Saigon Heat    | 17 | 17 | 32.1 | .480 | .350 | .770 | 5.3 | 2.8 | 1.4 | .1  | 13.5 |
| Sự nghiệp | Sự nghiệp      | 38 | 33 | 28.7 | .460 | .330 | .650 | 4.5 | 2.6 | 1.3 | .2  | 12.6 |

## Giải thưởng

### VBA
- Cầu thủ nội xuất sắc nhất: 2016
- Đội hình tiêu biểu: 2016